# RISC OS

RISC - операційна система

RISC OS (rɪskoʊˈɛs) — операційна система, розроблена компанією Acorn Computers для серії своїх настільних комп’ютерів, що використовують центральний процесор архітектури ARM. Вперше RISC OS була випущена в 1988 році як RISC OS 2.00 і була вдосконаленою версією операційної системи Arthur також від Acorn, з додаванням багатозадачності. Назва операційної системи походить від RISC — архітектури мікропроцесорів, на яких вона застосовувалася.
З 1988 року RISC OS поставлялася майже з кожним комп’ютером Acorn, включаючи серії Archimedes, RiscPC та A7000. Після поділу Acorn в 1998 році розробка RISC OS здійснювалася кількома незалежними компаніями, включаючи RISCOS Limited і Castle Technology. Також з 1998 року RISC OS почала поставлятися з персональними комп’ютерами, такими як Iyonix PC і A9home.

## Особливості

### Ядро системи
- Зберігається в ПЗП - це дозволяє системі швидко завантажуватися і захищає від збоїв.
- Модульне — складається з декількох модулів, які можуть додаватися і заміщатися під час роботи. Така структура дозволяє стороннім розробникам писати власні модулі для RISC OS з додатковими функціями. ОС звертається до модулів за допомогою програмних переривань, а не системних викликів, як в інших системах.
- Система розрахована на одного користувача
- Кооперативна багатозадачність, на противагу витискальній, що застосовується у багатьох сучасних ОС.
- Підтримка захисту пам'яті на рудиментарному рівні.
- Файлова система - на верхньому рівні ієрархії файлів знаходиться те з префіксом типу файлової системи. ОС використовує метадані для визначення типу файлу; розширення не використовуються. Двокрапки використовуються для відділення імені файлової системи від решти шляху; коренева директорія позначається знаком долара ($), а для поділу директорій служить крапка (.). Розширення, використовувані в інших файлових системах, записуються через слеш ('example.txt' стає 'example / txt'). Наприклад, ADFS :: HardDisc4. $. вказує на корінь диска HardDisc4 з файловою системою ADFS. Всі файли являють собою томи особливого типу. Це дозволяє обробляти файли і архіви з декількох файлів схожим чином.
- Доповнюваність - практично все в RISC OS має двійковий інтерфейс додатків. Це дозволяє програмісту змінювати поведінку системи за допомогою модулів.

### Зовнішній вигляд
- Інтуїтивний менеджер вікон - графічний інтерфейс RISC OS з'явився у часи Windows 2.0 і  MacOS System 6. Він використовує мишу з трьома клавішами (званими 'Select', 'Menu' та 'Adjust').
- Панель іконок (Icon Bar) - схожа з Док (програма) | доком в NextStep / Mac OS X і Панеллю задач Windows. Панель відображає іконки, що представляють змонтовані диски, працюючі програми і системні утиліти.
- Підтримка технології Drag-and-drop.
- Програми представлені у вигляді директорій, назва якої починається з знаку оклику (!). При подвійному натисканні на таку директорію запускається програма. Виконувані файли і ресурси програми зазвичай розташовані в одній директорії, але зазвичай вони приховані від користувача.

### Додатки
Набір додатків, що включаються в поставку, змінюється в різних версіях, але зазвичай включає:
- ! Paint - растровий графічний редактор;
- ! Draw - векторний графічний редактор;
- ! Calc - калькулятор;
- ! Edit - текстовий редактор;
- ! Maestro - нотний редактор;
- ! Alarm - будильник;
- ! Chars - утиліта для введення символів;
- ! Help - програма допомоги.

### Емулятори
Існує декілька вільних емуляторів ARM, які підтримують RISC OS:
- Arculator [Архівовано 19 серпня 2010 у Wayback Machine.]
- Red Squirrel [Архівовано 27 грудня 2005 у Wayback Machine.]
- ArcEm [Архівовано 9 серпня 2013 у Wayback Machine.]
- RPCEmu [Архівовано 21 липня 2011 у Wayback Machine.]